# Мосоловские Выселки
Мосоловские Выселки — деревня в Старожиловском районе Рязанской области. Входит в Гребневское сельское поселение

## География
Находится в западной части Рязанской области на расстоянии приблизительно 6 км на север по прямой от районного центра поселка Старожилово.

## История
Была отмечена еще на карте 1850 года как слобода Масалова с 10 дворами.

## Население
Численность населения: 29 человек в 2002 году (русские 100 %), 25 в 2010.